# Pensor fjärden
Pensor fjärden är en fjärd i Finland. Den ligger i landskapet Egentliga Finland, i den sydvästra delen av landet, 190 km väster om huvudstaden Helsingfors.
Pensor fjärden avgränsas av Bastö i nordöst, Storpensor i öster och sydöst, Väderholm i sydväst, Bockholm i väster, Horsholm i nordväst samt Vidbastholm och Åmbersholm i norr. Den ansluter till Bastö stråket i norr.